# Сарванто, Йорма
Йорма Калеви Сарванто (22 августа 1912 — 16 октября 1963) — пилот финских ВВС времен Второй мировой войны. Наиболее результативный финский ас-истребитель советско-финской войны. Известен тем, что в одном воздушном бою сбил шесть советских бомбардировщиков.

## Ранние годы
Родился и вырос в Турку, Финляндия. В 1933 году окончил среднюю школу. Службу в армии начал в пехотном полку в Пори, затем поступил курсантом в училище пилотов запаса финских ВВС на базе Каухава. После этого поступил в военное училище, которое окончил в мае 1937 года.

## Военная служба

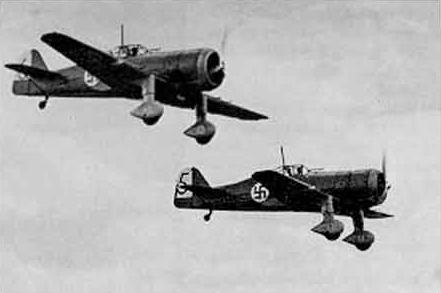
Fokker D XXI финских ВВС времен Второй мировой войны

30 ноября 1939 года началась советско-финская война (известна также как «зимняя война»). Первый воздушный бой с участием Сарванто произошел 19 декабря 1939 года; первые две победы одержал 23 декабря.

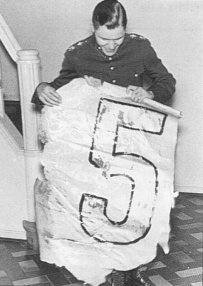
Йорма Сарванто демонстрирует фрагмент обшивки сбитого им советского бомбардировщика

6 января 1940 Сарванто вступил в бой с группой из 7 советских бомбардировщиков «ДБ-3с». Группу обнаружил лейтенант Пер-Эрик Совелиус. Он сбил один самолет и передал координаты встречи на базу ВВС в Утти. На перехват была поднята группа истребителей Fokker D.XXI, один из которых пилотировал Сарванто. В ходе последовавшего боя Сарванто удалось за четыре минуты сбить шесть самолетов противника.
Инцидент привлек большое внимание во всем мире; большинство крупных западных газет опубликовали фотографию Сарванто, держащего в руках фрагмент обшивки одного из сбитых «ДБ-3» (на илл.).
Всего в ходе «зимней войны» Сарванто одержал 13 побед. В ходе возобновленной войны (1941—1944) сбил ещё четыре советских самолета, летая на Brewster F2A Buffalo и доведя свой общий счет до 17 побед. В общей сложности совершил 255 боевых вылетов.
В 1941 году Сараванто было присвоено звание капитана, после чего он продолжал служить на штабных должностях, в частности, как офицер связи с 1-м воздушным флотом люфтваффе. Позднее командовал 2-й эскадрильей истребительного полка LeLv 24 и 2-й эскадрильей учебного полка TLeLv 35.

## После войны
В первые послевоенные годы Сарванто занимал должность командира летного училища в Каухаву. В 1954 году был назначен финским военным атташе в Лондоне. В 1957 вернулся в летное училище. Ушел в отставку в 1960 году в звании подполковника. В дальнейшем работал генеральным директором банка, до своей смерти 16 октября 1963 года.

## Личная жизнь
Был женат на Ете Элизабет Артемо. У них родилось четверо детей.

## Воздушные победы
| №  | Дата     | Место боя      | Самолет      | Самолет противника | Часть противника |
| -- | -------- | -------------- | ------------ | ------------------ | ---------------- |
| 1  | 23.12.39 | Noskuanselkä   | Fokker D.XXI | СБ                 | 44-й сбап        |
| 2  | = "" =   | Noisniemi      | = "" =       | = "" =             | = "" =           |
| 3  | 6.01.40, | Утти-Tavastila | = "" =       | ДБ-3               | 6-й дбап         |
| 4  | = "" =   | = "" =         | = "" =       | = "" =             | = "" =           |
| 5  | = "" =   | = "" =         | = "" =       | = "" =             | = "" =           |
| 6  | = "" =   | = "" =         | = "" =       | = "" =             | = "" =           |
| 7  | = "" =   | = "" =         | = "" =       | = "" =             | = "" =           |
| 8  | = "" =   | = "" =         | = "" =       | = "" =             | = "" =           |
| 9  | = "" =   | = "" =         | = "" =       | = "" =             | = "" =           |
| 10 | 3.02.40, | Брусничное     | = "" =       | = "" =             | = "" =           |
| 11 | 15.02.40 | Выборг         | = "" =       | = "" =             | = "" =           |
| 12 | 18.02.40 | Симола         | = "" =       | = "" =             | ВВС БФ           |
| 13 | 19.02.40 | Выборг         | = "" =       | = "" =             | 21-й дбап        |
| 14 | 25.02.41 | Утти           | Brewster F2A | СБ                 | 201-й сбап       |
| 15 | 29.06.41 | = "" =         | = "" =       | Пе-2               | 58-й сбап        |
| 16 | 21.04.43 | Финский залив  | = "" =       | Ла-5               | 4-й гиап ВВС БФ  |
| 17 | 9.05.43  | = "" =         | = "" =       | Як-7               | ?                |

## Награды
- Крест свободы 2-й степени с мечами
- Крест свободы 3-й степени, с мечами
- Орден Белой розы
- Орден Германского орла 3-й степени
- Значок пилота люфтваффе, с отличием[англ.]